# Eirik Bredesen
Eirik Bredesen (ur. 11 kwietnia 1969) – norweski skoczek narciarski.
W mistrzostwach Norwegii w 1991 w Rognan wygrał wspólnie z Erikiem Johnsenem, Kentem Johanssenem i Espenem Bredesenem jako Team Oslo w konkursie drużynowym. Prawie dwa lata później – 8 marca 1992 – wykonał swój jedyny skok w Pucharze Świata w skokach narciarskich. Zajął on wówczas na dużej skoczni w Trondheim 62. miejsce.
Bredesen mieszka w Nittedal.